# Marché de l'Oba
Le marché de l'Oba (en Edo Eki-Oba) est un marché en plein air situé sur Ring Road, au centre de Benin City, dans l'État d'Edo, au Nigéria. Sa création remonte au XVe siècle, ce qui en fait l'un des marchés les plus importants historiquement parlant de la région.

## Histoire

### Établissement
L'histoire du marché de l'Oba remonte au XVe siècle, lorsque l'activité commerciale se développe. Au fil des siècles, elle sert de centre commercial essentiel au sein du royaume du Bénin, évoluant en tandem avec la ville,.

### Emotan
Une personnalité importante associée au marché de l'Oba est Emotan, également connu sous le nom d'Uwarraye. Au XVe siècle, sous les règnes d'Oba Uwaifiokun et d'Oba Ewuare le Grand, Emotan est une marchande respectée, célèbre pour son travail humanitaire et son dévouement envers les enfants,. Surtout, elle joue un rôle clé lors de la quête du prince Ogun (Oba Ewuare) pour récupérer son trône après une période d'exil,.
Emotan et le prince Ogun conspirent pour renverser l'usurpateur Oba Uwaifiokun. L'astuce d'Emotan joue un rôle crucial dans le retour réussi du prince Ogun sur le trône,. Elle lui fournit refuge dans sa modeste demeure du marché de l'Oba, devenant son informateur de confiance alors qu'Uwaifiokun cherche à l'éliminer pour conserver le pouvoir,.
Au décès d'Emotan, Oba Ewuare le Grand décrète qu'elle resterait dans les mémoires pour toujours. Pour honorer ce décret, il la divinise en plantant un arbre sacré Uruhe sur son lieu de repos, qui est le même endroit où elle réside à côté du marché de l'Oba,.

## Caractéristiques

### Une gamme diversifiée de produits
Le marché de l'Oba est réputé pour sa vaste gamme de produits, comprenant des produits alimentaires, des vêtements, des tissus, des perles, des bijoux et des appareils électroniques. Le marché constitue une source complète de produits de première nécessité et d'objets culturels,.

### Statue et sanctuaire d'Emotan
Un point de repère important au marché de l'Oba est la statue et le sanctuaire d'Emotan, situés juste en face du marché. Cette statue commémore le rôle central d'Emotan dans l'histoire du Royaume du Bénin. Le sanctuaire revêt une profonde importance culturelle et historique, attirant à la fois les résidents locaux et les touristes,.

## Importance
Le marché de l'Oba revêt une profonde importance culturelle et historique, non seulement en tant que centre commercial mais aussi en tant que lieu intrinsèquement lié au patrimoine du Royaume du Bénin. Il témoigne de la résilience et de la détermination du peuple béninois au fil des siècles.
Le marché continue de jouer un rôle vital dans le développement économique de Benin City, fournissant des moyens de subsistance à des milliers de commerçants et d'artisans,. Il favorise un fort sentiment de communauté parmi ses vendeurs et ses visiteurs, servant de lieu où le passé et le présent cohabitent harmonieusement,.

## Efforts de préservation
Ces dernières années, des efforts concertés sont déployés pour préserver le patrimoine historique et culturel du marché de l'Oba, en particulier le sanctuaire d'Emotan. Ces initiatives visent à garantir que l'importance du marché soit transmise aux générations futures et que les contributions d'Emotan soient mémorisées et célébrées,.

## Incendie de 2020
Le marché de l'Oba est confronté à un violent incendie qui le ravage en 2020, entraînant d’importantes destructions,. L'incident, survenu le 22 juin 2020, suscite de vives inquiétudes et met en évidence la vulnérabilité du marché en raison de son importance historique,.